# SN 2007hv
SN 2007hv – supernowa typu II-P odkryta 9 września 2007 roku w galaktyce UGC 2858. W momencie odkrycia miała maksymalną jasność 18,10m.